# Martha Jefferson Randolph
Martha Washington „Patsy“ Jefferson Randolph (* 27. September 1772 in Monticello, Colony of Virginia; † 10. Oktober 1836 im Albemarle County, Virginia) wurde bekannt als erste „First Daughter“ der Vereinigten Staaten von Amerika.

## Leben
Sie war das Erste von sechs Kindern von Thomas Jefferson, dritter Präsident der Vereinigten Staaten und dessen Frau Martha Skelton Jefferson. Von diesen sechs Kindern erreichten nur Martha und ihre Schwester Mary Jefferson Eppes (1778–1804) das Erwachsenenalter. Nach dem Tod ihrer Mutter reiste Martha mit ihrem Vater nach Paris, wo sie die Abbaye Royale de Panthemont besuchte. Dort lernte sie zu musizieren, zu zeichnen und zu tanzen, sowie Arithmetik, Geografie, Geschichte und Latein. Französisch wurde ihr von einem Privatlehrer beigebracht. Diese schulische Bildung machte Martha bei ihrer Rückkehr nach Monticello zur gebildetesten Frau Virginias. Nach ihrer Rückkehr nach Philadelphia im Jahr 1789 heiratete sie ihren Cousin 3. Grades, Thomas Mann Randolph Jr.

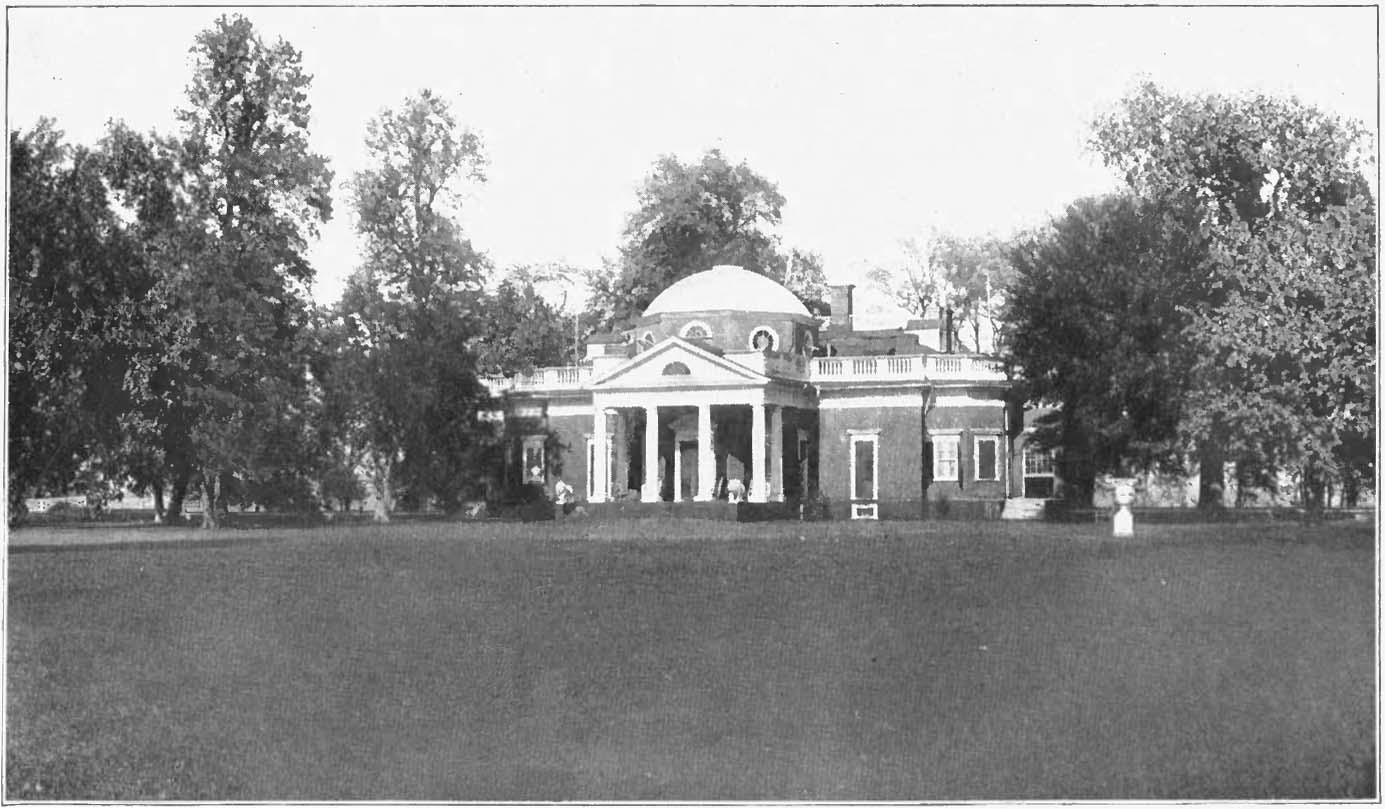
Monticello

Nach dem Tod von Thomas Mann Randolph Jr. im Jahr 1828 lebte Martha bei ihren Kindern in Washington, Boston und Albemarle. Martha selbst verstarb 14 Jahre später am 10. Oktober 1836 in Edgehill, Albemarle County, Virginia, umgeben von ihrer Familie. Sie wurde auf dem Jefferson-Familienfriedhof auf Monticello beerdigt.

## Nachkommen
Aus der gemeinsamen Ehe mit Thomas Mann Randolph gingen zwölf Kinder hervor:
- Anne Cary Randolph (1791–1826)
- Thomas Jefferson Randolph (1792–1875)
- Ellen Wayles Randolph (1794–1795)
- Ellen Wayles Randolph (1796–1876), die nach ihrer verstorbenen älteren Schwester benannt wurde.
- Cornelia Jefferson Randolph (1799–1871)
- Virginia Jefferson Randolph (1801–1882)
- Mary Jefferson Randolph (1803–1876)
- James Madison Randolph (1806–1834)
- Benjamin Franklin Randolph (1808–1871)
- Meriwether Lewis Randolph (1810–1837), seine Witwe, Elizabeth Martin, heiratete dann Andrew Jackson Donelson, der für die Vizepräsidentschaft kandidierte.
- Septimia Anne Randolph (1814–1887)
- George Wythe Randolph (1818–1867)

## Ihre Rolle als „First Daughter“
Obwohl sie nicht mit einem US-Präsidenten verheiratet war, nahm sie vom 4. März 1801 bis zum 3. März 1809 die Rolle der First Lady der Vereinigten Staaten ein, da ihr Vater in seiner Zeit als Präsident bereits verwitwet war. Sie war nicht nur seine Mitarbeiterin, sondern auch private Sekretärin. Ihr achtes Kind James Madison Randolph war 1806 das erste Kind, das im Weißen Haus geboren wurde. Außerdem erhielt die Familie den Titel „First Family“.

### Aufgaben und Pflichten
An erster Stelle war Martha die Tochter von Thomas Jefferson. Sie hielt es aber auch für selbstverständlich, den Ruf ihres Vaters ihr Leben lang zu schützen, indem sie mit ihm ein häusliches Bild des Jefferson-Haushalts präsentierte: Bei politischen Dinnern fungierte sie als Gastgeberin mit beruhigendem Einfluss. Zudem überarbeitete sie die ersten Schriften ihres Vaters, bevor diese veröffentlicht wurden.
Auch schon in jungen Jahren wurde Martha zur ständigen Begleiterin ihres Vaters, beispielsweise nach Paris, als Jefferson als Botschafter dort tätig war.

### Das Erbe Jeffersons
Nachdem Thomas Jefferson 1826 verstorben war, wäre Martha als sein einziges noch lebendes Kind Erbin seinen gesamten Besitzes geworden. Da sie verheiratet war, würde jedoch laut Gesetz ihr Ehemann die Kontrolle über das Erbe erhalten. Um dem vorzubeugen, legte Jefferson fest, dass nach Begleichung seiner verbliebenen Schulden die restliche Summe an seine „dear daughter Martha Randolph“ gehen sollte. Auf diese Art und Weise wollte Jefferson Martha und ihre Kinder auch nach seinem Tod unterstützen.